# T. J. Ramini
T. J. Ramini (...) è un attore britannico noto per l'interpretazione di Tarin Faroush nella serie televisiva 24.

## Filmografia parziale

### Cinema
- Nella sua pelle (Dating the Enemy), regia di Megan Simpson Huberman (1996)
- Batman Begins, regia di Christopher Nolan (2005)

### Televisione
- Waking the Dead - serie TV, un episodio (2001)
- Casualty - serie TV (2001-2003)
- The Inspector Lynley Mysteries - serie TV, un episodio (2003)
- Adventure Inc. - serie TV, un episodio (2003)
- Metropolitan Police (The Bill) - serie TV (2003-2007)
- Ultimate Force - serie TV, un episodio (2005)
- Dalziel and Pascoe - serie TV, 2 episodi (2005)
- Boston Legal - serie TV, un episodio (2007)
- Desperate Housewives - serie TV, un episodio (2009)
- NCIS - Unità anticrimine (NCIS) - serie TV, 3 episodi (2009-2010)
- 24 - serie TV, 11 episodi (2010)
- Private Practice - serie TV, un episodio (2011)
- Arrow - serie TV, un episodio (2012)
- Emily Owens, M.D. - serie TV, un episodio (2013)
- CSI - Scena del crimine (CSI: Crime Scene Investigation) - serie TV, un episodio (2013)
- Twisted - serie TV, 7 episodi (2013-2014)
- Agents of S.H.I.E.L.D. - serie TV, un episodio (2014)
- Castle - serie TV, episodio 8x17 (2016)
- NCIS: Los Angeles - serie TV, 2 episodi (2016-2018)
- Prison Break - serie TV, 2 episodi (2017)
- Designated Survivor - serie TV, un episodio (2017)
- The Librarians - serie TV, un episodio (2018)
- Legacies - serie TV, un episodio (2021)
- S.W.A.T. – serie TV, episodio 6x14 (2023)

## Doppiatori italiani
Nelle versioni in italiano delle opere in cui ha recitato, T. J. Ramini è stato doppiato da:
- Riccardo Scarafoni in NCIS - Unità anticrimine (ep. 7x04), NCIS: Los Angeles (ep. 10x04)
- Massimo Bitossi in 24, Private Practice
- Fabrizio Russotto in Twisted
- Nanni Baldini in Boston Legal
- Saverio Indrio in Desperate Housewives
- Fabio Boccanera in NCIS - Unità anticrimine (ep. 8x08-8x09)
- Luca Ferrante in Castle
- Andrea Lavagnino in CSI - Scena del crimine
- Fabrizio Dolce in Agents of S.H.I.E.L.D.
- Guido Di Naccio in Prison Break
- Francesco Prando in NCIS: Los Angeles (ep. 8x06)
- Francesco Sechi in CSI: Vegas
- Francesco Bulckaen in All Rise
- Alessandro Pala in Grey's Anatomy
- Davide Marzi in FBI: International

Da doppiatore è stato sostituito da:
- Claudio Colombo in Uncharted 3
- Luigi Rosa in Star Wars: Battlefront II
- Edoardo Lomazzi in Anthem
- Matteo Zanotti in Dead Space
- Luca Dal Fabbro in Star Wars: Jedi Survivor